# سارة أوستين (صحفية)
سارة أوستين (بالإنجليزية: Sarah Austin)‏ هي صحفية أمريكية، ولدت في 1986 في روجرز في الولايات المتحدة.

## وصلات خارجية
- الموقع الرسمي